# Rodrigo Ronquillo
Rodrigo Ronquillo (Madrid, 1471 – Madrid, 9 dicembre 1552) è stato un militare e nobile spagnolo noto per il suo intervento nella rivolta dei comuneros combattendo dalla parte dei realisti.
Durante la rivolta del 1520, Rodrigo Ronquillo, capo delle truppe reali della zona, stabilì il suo quartier generale a Santa María la Real de Nieva e perse una battaglia nei pressi della città.
Nacque nel 1471 e morì a Madrid il 9 dicembre 1552.